# Басри, Дрис
Дрис Басри (араб. إدريس البصري‎; 8 ноября 1938, Сеттат, Французский протекторат Марокко — 27 августа 2007, Вильжюиф, Франция) — марокканский полицейский и государственный деятель, директор спецслужбы DGST, министр внутренних дел в 1979—1999 годах. Ближайший сподвижник короля Хасана II. Организатор политических репрессий в «марокканские „годы свинца“». В 1980—1990-е годы считался вторым лицом государства. Отстранён королём Мухаммедом VI в ходе либерализации, эмигрировал и скончался во Франции.

## Полиция
Родился в многодетной семье крестьянской бедноты. Родная деревня Басри ныне входит в черту города Сеттат. Когда его отец получил должность охранника в столичной тюрьме, семья перебралась в Рабат. После средней школы, Дрис Басри поступил на службу в полицию . Участвовал в подавлении студенческих выступлений.
В 1960 году король Марокко Мухаммед V назначил своего адъютанта Мохамеда Уфкира начальником тайной политической полиции DGSN. Уфкир был знаком с семьёй Басри. По его протекции дисциплинированный и исполнительный полицейский Дрис Басри получил должность в DGSN.

## Спецслужба
В 1961 году, после смерти Мухаммеда V, королём стал Хасан II. Новый монарх был однозначно ориентирован на единовластие внутри страны и прозападный антикоммунизм во внешней политике. Отражением нового курса стало не только ужесточение режима, но и кадровая политика. Хасан II целенаправленно продвигал в госаппарате лично преданных ему выходцев из низов. Одним из таких примеров стала карьера Дриса Басри.
Ему было поручено руководство канцелярией Ахмеда Длими, возглавлявшего в DGSN подразделение CAB1, «личную разведку Хасана II». Участвовал в репрессивных кампаниях 1960-х годов против левой партии Национальный союз народных сил (UNFP), коммунистов и исламистов. Был как минимум информирован о спецоперации против Махди Бен Барки (впоследствии допрашивался в ходе французского расследования). В 1971 году Басри многое сделал для подавления Схиратского мятежа, технически блокируя информационные каналы мятежников.
В 1972 году генерал Уфкир организовал заговор против Хасана II, был разоблачён и убит. Во главе спецслужб и карательных органов стал генерал Длими — директор разведслужбы DGED и политической полиции DGST. Вторым лицом карательного аппарата являлся Дрис Басри — заместитель Длими в DGST, с 1974 года госсекретарь МВД. Министрами внутренних дел были Мохамед Бенхима и Мохамед Хадду Шигер, но реальное руководство карательной политикой осуществлял Длими. Статус и полномочия Басри как заместителя Длими превосходили министерские. Он отличался жёсткостью и неукоснительностью в исполнении приказов короля и директора.
Дрис Басри курировал преследования UNFP, Социалистического союза народных сил (USFP), Марокканской компартии, леворадикального и исламистского подполья. Участвовал в аресте Авраама Серфати. В его ведении состояли тайные тюрьмы, содержание политзаключённых. Именно ему поручил Хасан II отвечать за контроль над заключением вдовы и детей Уфкира в сахарской тюрьме.
По указанию Длими, Басри заочно окончил юридические факультеты Рабатского университета Мухаммеда V и Университета Хасана I в Сеттате. Получил степень доктора права во французском Университете Гренобль-Альпы. Был женат, имел трёх сыновей и двух дочерей.

## Министерство
27 марта [1979 года король назначил Дриса Басри министром внутренних дел. Реальным главой спецслужб и силовых структур оставался генерал Длими, но влияние министра Басри постепенно возрастало. Отношения Длими с Хасаном II резко ухудшились: монарха не устраивали властные амбиции «некоронованного короля», в которых просматривался не столь давний опыт с Уфкиром. Лояльность же Басри не вызывала никаких сомнений.
В 1983 году Ахмед Длими при неясных обстоятельствах погиб в автокатастрофе. Король произвёл реорганизацию управления силовым аппаратом. На первую позицию выдвинулся глава МВД. Этот пост Дрис Басри совместил с руководством DGST/DST. Басри не имел политических амбиций, был искренне предан королю. Со своей стороны, Хасан II вполне доверял министру.
Дрис Басри оставался министром внутренних дел Марокко на протяжении двух десятилетий, до конца жизни короля. За это время сменились пять премьер-министров — Маати Буабид, Мохаммед Карим Ламрани (дважды), Азеддин Лараки, Абдуллатиф Филали, Абдеррахман Юсуфи. Положение Дриса Басри, напрямую замкнутого на короля, было более влиятельным. Более года он сохранял министерский пост даже в правительстве Юсуфи — представителя оппозиционного USFP, бывшего политзаключённого. МВД называли «матерью всех министерств». С 1985 года Басри возглавлял также министерство связи и информации.
В иерархии королевского режима Дрис Басри занимал вторую позицию. Его называли «великим визирем» и «вице-королём», но сам он предпочитал характеристику «королевского слуги-уборщика». Басри стал четвёртым — после Хасана II, Уфкира и Длими — олицетворением исторического периода, названного в Марокко «годы свинца». Подобно первым троим, его имя наводило страх. О нём говорили, что он в любое время в любом месте появляется по воле короля и выполняет любой, самый жестокий приказ.
В подчинении Басри состояли полиция, органы госбезопасности, внешняя разведка. Под его непосредственным руководством подавлены городские волнения в Касабланке (1981) и в Фесе (1990). В Касабланке 29 мая 1981 года Басри распорядился подавить бунт всеми средствами. Он удостоверился, достаточно ли у полиции боевых патронов, и приказал ввести в Касабланку армейскую бронетехнику. По последующим официальным данным, погибли более ста человек, по оппозиционным источникам — несколько сотен. Свыше пяти тысяч были арестованы.
Глава МВД возглавлял госкомиссии по торговле и инвестициям, контролируя экономическую политику. Силовым давлением и фальсификациями он обеспечивал на парламентских выборах выигрыш лоялистских партий, созданных с санкции короля при прямом участии МВД (Конституционный союз, Национальное объединение независимых). Участие Басри в формировании Партии справедливости и развития (ПСР) дало повод называть его «родоначальником легального исламизма в Марокко» — хотя такая характеристика признаётся поверхностной и тенденциозной. На этапе ограниченной либерализации 1990-х годов Басри тщательно следил за соблюдением рамок, допускаемых королём, лично цензурировал публикации основных СМИ.
Дрис Басри активно участвовал в западносахарском противостоянии, проводил жёстко враждебную политику в отношении Алжира, поддерживавшего ПОЛИСАРИО. Согласно директиве МВД, был жёстко ограничен въезд алжирцев в Марокко, многие алжирцы выселены из страны. В деятельности Басри просматривался и выраженный арабский национализм: был сформулирован перечень допускаемых в Марокко имён, в который не включались европейские и берберские.

## Отставка
23 июля 1999 года умер Хасан II. Дрис Басри присутствовал у смертного одра и не мог сдержать слёз. Новый король Мухаммед VI пришёл к власти на волне общественного подъёма, от него ожидались демократические реформы. Знаковым шагом стала отставка Дриса Басри 9 ноября 1999 года. Королевское решение было широко одобрено в стране. При увольнении король счёл нужным наградить экс-министра орденом Трона высшей степени.
Мухаммед VI осудил репрессии времён своего отца. Декларировалось окончание «свинцовых лет». Однако образ покойного монарха не мог подвергаться какой-либо критике. По умолчанию ответственность возлагалась на исполнителей, подобных Дрису Басри. Вокруг него создалась откровенно враждебная атмосфера.
В массах к Басри относились с глухой ненавистью. Чиновники — особенно потомственные представители Махзена, высокомерные к поднявшимся из низов — торопились свести с ним счёты, в том числе в мелких вопросах пенсии, имущества, обслуживания. Имение, подаренное ему Хасаном II, было демонстративно отключено от водоснабжения. Исполнявший это решение посоветовал Басри «написать свои титулы на лбу». Было инициировано расследование по коррупции — не давшее, впрочем, результатов. Полицейский надзор за Басри вызывал у него реальные опасения, не планируется ли убийство.

## Эмиграция
В 2003 году Дрис Басри покинул Марокко и перебрался во Францию. Поводом являлась реальная необходимость лечения во французских клиниках. Поселился в респектабельном XVI округе Парижа (арендованную им квартиру в своё время снимал Пьер Мендес-Франс). Жил частной жизнью с женой и сыном, играл в гольф, занимался с арабскими студентами. Присутствовал на учредительном съезде французской правой партии Союз за народное движение и мероприятиях арабских монархистов. Контактировал с известными французскими политиками — Шарлем Паскуа, Жаном-Луи Дебре, Жаном-Пьером Шевенманом.
Публичности Басри обычно избегал. Однако время от времени он общался со СМИ. В этих случаях Басри негативно высказывался о «послехасанской» марокканской политике. Его выступления характеризовались как «бессильная ярость». Особенно жёстко критиковал он руководящего функционера МВД Фуада Али эль-Химму и директора DST Хамиду Лаанигри — за некомпетентность и интриганство. Отмечал, что самые тщательные расследования не выявили за ним даже минимальной коррупции. С гордостью говорил: «Я служил Хасану!» Воздерживался от критики Мухаммеда VI: «Он сын Хасана, он мой король!» В самом положительном тоне высказывался о себе, называл себя «колоссом, великаном, великим монархистом». Положительно отзывался о Мохамеде Уфкире и Ахмеде Длими (измену Уфкира королю называл «вопросом времени для всех», предлагал не судить об этом и помнить лишь о годах верной службы).
Резкий резонанс вызвало интервью Дриса Басри испанской газете La Razón в ноябре 2004 года. Басри высказался за проведение референдума в Западной Сахаре. В своё время с этой позиции выступал Хасан II, но впоследствии власти Марокко посчитали идею несвоевременной. Сам Басри констатировал, что итоги референдума будут проигрышными для Марокко, большинство западносахарцев выскажутся за независимость. Как марокканец, он сожалел об этом, но считал за неизбежность. Марокканские власти через лоялистскую прессу обвинили Дриса Басри в «уголовном преступлении» (законодательство Марокко запрещает обсуждение вопроса о принадлежности Западной Сахары) и «службе Бутефлике» (в то время президент Алжира).
Свою позицию Дрис Басри мотивировал тем, что политика марокканского правительства 2000—2010-х годов привела к «автономизации Западной Сахары, которая позволила врагу проникнуть везде». По мнению Басри, независимая САДР предпочтительнее автономии в составе Марокко — такой прецедент приведёт к развалу королевства.

## Память
Скончался Дрис Басри в клинике Вильжюифа в возрасте 68 лет. Похороны состоялись в Рабате. Церемония носила частный характер, присутствовали около тысячи человек — родные, друзья, земляки-сеттатцы. Государство воздержалось от официального реагирования.
В современном Марокко Дрис Басри воспринимается прежде всего как организатор репрессий, имя-символ «свинцовых лет», даже «марокканский Берия». Жертвы репрессий исчисляются тысячами, только пропавших без вести насчитывается около шестисот. Политические взгляды Басри расцениваются как архаичные и реакционные, попытки поставить всю страну под надзор тайной полиции — как разрушительные и обречённые. В то же время признаётся искренность его монархических убеждений и преданности Хасану II. Из всех марокканских министров внутренних дел он оказался самым политически значимым.
Широкими симпатиями образ Дриса Басри пользуется только в Сеттате. В октябре 2019 года муниципальный совет обсуждал присвоение его имени одной из центральных улиц. Предложение выдвинули монархисты из Демократического и социального движения, представители консервативной Истикляль, исламистской ПСР и даже реформистской Партии аутентичности и современности, созданной по инициативе Фуада Химмы. Такая коалиция свидетельствовала о популярности Басри на малой родине. Однако вопрос решено было отложить.
Главным наследием Дриса Басри комментаторы называли сам факт сохранения марокканской монархии — единственной в арабском Магрибе и одной из трёх на Африканском континенте.